# Ormoc
Ormoc là một thành phố ở tỉnh Leyte, Philippines. Theo điều tra nhân khẩu năm 2010, thành phố có 191.200 cư dân. Ormoc là trung tâm kinh tế, văn hóa, thương mại và giao thông của tây bộ Leyte. Ormoc là một thành phố hợp thành độc lập, không chịu sự chỉnh đốn từ chính quyền tỉnh Leyte. Tuy nhiên, thành phố là một phần của Khu vực bầu cử Quốc hội số IV của Leyte cùng với Albuera, Kanaga, Merida, và Isabel. Tên gọi của thành phố bắt nguồn từ ogmok, một thuật ngữ tiếng Visaya cổ có nghĩa là "vùng đất thấp".

### Barangay
Ormoc được phân thành 110 barangay.
- Airport
- Alegria
- Alta Vista
- Bagong
- Bagong Buhay
- Bantigue
- Barangay 1 (Pob.)
- Barangay 2 (Pob.)
- Barangay 3 (Pob.)
- Barangay 4 (Pob.)
- Barangay 5 (Pob.)
- Barangay 6 (Pob.)
- Barangay 7 (Pob.)
- Barangay 8 (Pob.)
- Barangay 9 (Pob.)
- Barangay 10 (Pob.)
- Barangay 11 (Pob.)
- Barangay 12 (Pob.)
- Barangay 13 (Pob.)
- Barangay 14 (Pob.)
- Barangay 15 (Pob.)
- Barangay 16 (Pob.)
- Barangay 17 (Pob.)
- Barangay 18 (Pob.)
- Barangay 19 (Pob.)
- Barangay 20 (Pob.)
- Barangay 21 (Pob.)
- Barangay 22 (Pob.)
- Barangay 23 (Pob.)
- Barangay 24 (Pob.)
- Barangay 25 (Pob.)
- Barangay 26 (Pob.)
- Barangay 27 (Pob.)
- Barangay 28 (Pob.)
- Barangay 29 (Pob.)
- Batuan
- Bayog
- Biliboy
- Borok
- Cabaon-an
- Cabintan
- Cabulihan
- Cagbuhangin
- Camp Downes
- Can-adieng
- Can-untog
- Can-alo
- Catmon
- Cogon Combado
- Concepcion
- Curva
- Danao
- Danhug
- Dayhagan
- Dolores
- Domonar
- Don Felipe Larrazabal
- Don Potenciano Larrazabal
- Doña Feliza Z. Mejia
- Donghol
- Esperansa
- Gaas
- Green Valley
- Guintigui-an
- Hibunawon
- Hugpa
- Ipil
- Juaton
- Kadaohan
- Labrador (Balion)
- Lao
- Leondoni
- Libertad
- Liberty
- Licuma
- Liloan
- Linao
- Luna
- Mabato
- Mabini
- Macabug
- Magaswi
- Mahayag
- Mahayahay
- Manlilinao
- Margen
- Mas-in
- Matica-a
- Milagro
- Monterico
- Nasunogan
- Naungan
- Nueva Sociedad
- Nueva Vista
- Patag
- Punta
- Quezon, Jr.
- Rufina M. Tan
- Sabang Bao
- Salvacion
- San Antonio
- San Isidro
- San Jose
- San Juan
- San Vicente
- Santo Niño
- San Pablo (Simangan)
- Sumangga
- Tambulilid
- Tongonan
- Valencia